# Hapoel Afula
L'Hapoel Afula è una società cestistica avente sede ad Afula, in Israele. 
Gioca nel campionato israeliano.

## Storia
Fondata nel 1968, tra il 1993 e il 2008, a seguito della fusione con l'Hapoel Gilboa, assunse la denominazione di Hapoel Gilboa/Afula. Nel giugno del 2008 l'Hapoel Gilboa/Afula fu sciolto e l'Hapoel Afula tornò ad essere un club indipendente (l'Hapoel Gilboa si fuse con l'Hapoel Galil Elyon per formare l'Hapoel Gilboa Galil Elyon).